# Kelvin McKnight
Kelvin McKnight Jr. (geboren 25. April 1997 in Bradenton, Florida) ist ein US-amerikanischer Footballspieler auf der Position des Wide Receiver. Er spielte College Football an der Samford University. Anschließend war er bei den Denver Broncos und den New England Patriots in der National Football League (NFL) unter Vertrag. Mit den Winnipeg Blue Bombers wurde er Meister der Canadian Football League (CFL) und spielte für die Seattle Sea Dragons in der XFL. In der Saison 2024 spielt er für Rhein Fire in der European League of Football (ELF).

## Karriere

### Denver Broncos
McKnight wurde am 23. Oktober 2019 von den Denver Broncos unter Vertrag genommen. Am 20. Juli 2020 wurde sein Vertrag aufgelöst.

### Winnipeg Blue Bombers
McKnight unterzeichnete am 15. Juni 2021 einen Vertrag bei den Winnipeg Blue Bombers. In seiner ersten Saison war er in acht Spielen aktiv und fing fünf Pässe für 96 Yards. Am 16. Juni 2022 wurde sein Vertrag aufgelöst, am 26. Juli 2022 wurde er aber wieder ins Team aufgenommen. Er war dann nur im Trainingskader, aus dem er am 4. Oktober 2022 entlassen wurde.

### Seattle Sea Dragons
Am 6. Januar 2023 wurde McKnight von den Seattle Sea Dragons in der XFL verpflichtet. Die Sea Dragons wurden Ende 2023 aufgelöst, nachdem die XFL in der United Football League aufging.

### Rhein Fire
Am 15. März 2024 stellte Rhein Fire in der European League of Football (ELF) McKnight als Neuzugang vor.